# صبري منصور
صبري محمد منصور (27 مارس 1943) هو ناقد وفنان تشكيلي مصري، أقام عدة معارض في مصر وإيطاليا وإسبانيا وإنجلترا وسوريا.

## حياته
ولد صبري منصور في المنوفية في 27 مارس 1943، حاصل على شهادة البكالوريوس في التصوير من كلية الفنون الجميلة، جامعة حلوان 1964، وعلى الماجستير في عام 1972، وحاصل على الأستاذية في الرسم من كلية الفنون الجميلة سان فرناندو في مدريد، أسبانيا 1978.

## جوائز
- جائزة اقتناء من بينالي الإسكندرية 1972.
- جائزة التصوير بالمعرض العام للفنون التشكيلية 1982.
- جائزة استحقاق في مسابقة فن الرسم 1982.
- جائزة الشراع الذهبي من بينالي الكويت 1985.
- جائزة الدولة التشجيعية في التصوير 1986.
- جائزة تكريمية في المعرض القومي للفنون التشكيلية الدورة السابعة والعشرين 2001.
- جائزة الدولة التقديرية في الفنون 2017.

## معارض
- بينالي إبيثا الدولي - إسبانيا 1968.
- مهرجان صوفيا للشباب - بلغاريا 1968.
- معرض شخصي في المركز الثقافي الروسي - الإسكندرية 1971.
- معرض الفن المصري المعاصر - باريس 1971.
- معرض في قاعة تويسون في مدريد ـ إسبانيا 1977.
- معرض في جاليري أرابيسك 1982.
- المهرجان العالمي للتصوير كان سيرمير - فرنسا 1982.
- معرض الفن المصري المعاصر - أسبانيا 1982.
- بينالي العربي - الكويت 1985.
- معرض الفن المصري المعاصر في الأكاديمية المصرية - روما 1987.
- معرض الفنانين المصريين التشخيصيين - روما 1991.
- معرض في قاعة الأكاديمية المصرية - روما 1993 .
- معرض في قاعة نوفوتيل - لندن 1993 .
- معرض في قاعة دمشق للفنون - سوريا 1994.
- معرض الجمعية المصرية لنقاد الفن التشكيلي 1997.

## مناصب وعضوية
- أستاذ وعميد ورئيس قسم التصوير في كلية الفنون الجميلة بجامعة حلوان 1989 - 1994.
- رئيس لجنة ترقيات في كليات الفنون الجميلة والتطبيقية والتربية الفنية من عام 1995 حتى 2001.
- رئيس لجنة الفنون التشكيلية بالمجلس الأعلى للثقافة.[3]